# Telenovela brasileña
La telenovela surgió en Brasil en la década de 1950 y acabó convertida en la producción televisiva más popular del país. La telenovela se caracteriza por la exploración de escenarios de fácil aceptación por el público, como las historias de amor y los conflictos familiares y sociales. A menudo, la combinación de la novela como un producto desechable, en lugar de una literatura, de cine o teatro, que puede denotar un cierto sesgo, ya que es un producto diseñado para las personas de todos los orígenes. Funciona como una especie de trabajo abierto, cuyo desarrollo y resultado se puede cambiar en cualquier momento, de acuerdo principalmente con las puntuaciones (audiencia), es decir, de acuerdo con el interés inmediato del público en la historia. 

## Producción
En Brasil, el mayor productor de telenovelas es TV Globo, con tres transmisiones estándar: telenovela de nueve (21:15), siete (19:30) y seis (18:15), intercalados con los noticiarios, más allá de la serie Malhação (17:30), y actualmente la novela de las once (23:00). Rede Record tiene dos transmisiones con telenovelas originales y no emite telenovelas de otros países, tal cual como TV Globo, que también no emite telenovelas extranjeras, solo nacionales de producción propia. SBT también sigue la producción de telenovelas con producciones originales y, principalmente con adaptaciones de textos argentinos, como Carrusel (texto original de Argentina), Chiquititas (Argentina) y Carita de Ángel (también Argentina, de la original Papá corazón). Sin embargo, los socios de televisión que tuvieron más éxito en la producción de telenovelas (además de Globo) fueron las extintas TV Tupí y Rede Manchete, Rede Manchete que produjo gran éxitos mundiales. 
Brasil es conocido en todo el mundo por la producción de alta calidad y por sus gran presupuestos en sus novelas, lo que diferencia una telenovela brasileña de las telenovelas mexicanas (donde no es común tener un gran presupuesto en sus producciones) para el mercado mundial.
TV Tupi, que fue la primera cadena en producir telenovelas de América Latina hasta su extinción en 1980. Manchete también produjo éxitos como Dona Beija, Xica da Silva y Pantanal. aunque ya no están en el aire, éstas son, después de Globo, las emisoras más conocidas de Brasil en el mundo. Hoy, la Rede Record también ha tenido gran éxito en el mercado mundial con sus telenovelas, con los gran éxitos mundiales como Moisés y los diez mandamientos y otras. 
Rede Record invierte fuertemente en el género de la telenovela.  La Rede Bandeirantes también han producido telenovelas entre las que destaca Os Imigrantes y Floribella.
La construcción de una telenovela está basada en su audiencia, es decir, cuanto mayor sea la audiencia, mayor es la duración de la novela, porque no siempre grandes audiencias representan grandes telenovelas. Las novelas empiezan con cuatro o cinco meses de antelación, el autor puede tener sólo una idea concebida por él, o puede haber casos de dos o tres escritores que trabajan en la misma novela. También puede se experimentar los siguientes casos: Adaptación, Basado en..., Inspirado en..., Colaboración y Supervisión de texto.
En Brasil, no es común hacer versiones de novelas o de textos de otros países, como es común en México, por ejemplo. En Brasil no hay productores o productores ejecutivos, es el autor quien crea y maneja su propia novela, junto a un equipo especializado, donde cada uno se ocupa de un sector, como la dirección, fotografía, edición, etc. Queda entendido que en Brasil, una novela original, tiene una mayor calidad, a diferencia de México, donde la mayoría de sus telenovelas, son versiones de otras novelas.

### Tamaño
Los capítulos suelen tener un promedio de 55 minutos de duración moderada diaria y se presentarán de lunes a sábado. La trama está en el aire cerca de ocho meses, hay excepciones tales como “Irmãos Coragem” que duró más de un año (8 de junio de 1970 - 12 de junio de 1971). 
- Micro-serie: 3-7 capítulos, una historia simple.
- Miniserie: 70-60 capítulos, generalmente se transmite por la noche
- Mini-Novela: Los capítulos 60 a 105.
- Novela de tamaño pequeño: 105-150 capítulos. Globo varía de 95-195 (18:00), SBT con historias sencillas, con menos personajes y de fácil comprensión.
- Novela de tamaño medio: 150-200 capítulos. Historias con más trama y personajes.
- Novela de gran tamaño: tienen más de 200 o más, por lo general son las famosas "novelas de las ocho". Las historias son más elaboradas, con más personajes y haciendo hincapié en las condiciones sociales y trabajar con algún tabú.

### Horarios
Los horarios de exhibición de telenovelas fueros divididos de acuerdo al público y a la temática tratada. Generalmente presentadas como:
- 18 horas - romance
- 19 horas - comedia
- 20 o 21 horas - melodrama

### Bandas sonoras
Suelen presentar dos bandas sonoras: nacional e internacional, con una recopilación de canciones (comerciales y en algunos casos temas originales).
En Río de Janeiro, la primera banda sonora hecha especialmente para una telenovela fue Trágica Mentira (1959) en TV Tupi. Hasta antes de Os Rebeldes (1967) solo se escuchaba música orquestada en el fondo musical. Rede Globo, a través de Philips, es la primera en difundir temas musicales compuestos especialmente para sus telenovelas. La primera banda sonora original fue Véu de Noiva (1969) que vendió 70 mil copias. Hasta 1976 se mantuvo las tradición de las “bandas sonoras originales”, en adelante pasan a ser hechas a través de selecciones aleatorias.
Las primeras bandas sonoras internacionales de telenovelas ayudó a difundir el movimiento “Made in Brazil”, en el que cantantes brasileños cantaban en inglés. Para las emisoras era difícil conseguir derechos de grandes nombres internacionales.
Telenovelas con temáticas rurales solo lanzaban una banda sonora Nacional. La primera en quebrar el formato "nacional-internacional" fue Roque Santeiro (1985) con dos bandas sonoras nacionales.
La más vendida fue la de El rey del ganado que vendió cerca de 1,6 millones de copias. 
Varias telenovelas con música extra lanzan después las “bandas sonoras complementarias”, O Clone es la que más complementos musicales tuvo.
También se pone a disposición del público la “banda sonora instrumental” de las telenovelas, como en: Caminho das Índias, Duas Caras, ''O Clone, Caras & Bocas.

## Historia y evolución de la telenovela en Brasil

### Inicios
El 21 de diciembre de 1951 salió al aire el primer intento de realizar una historia secuencial: Sua vida me Pertence de Walter Forster. Al principio, las telenovelas, en su mayoría, eran adaptaciones de obras literarias como Les Misérables (adaptada como "Os Miseravéis" para telenovela en 1958 y 1967), de Victor Hugo. 

### Década de 1960
La telenovela diaria apareció en 1963, TV Excelsior exhibe 2-5499 Ocupado, de Dulce Santucci. El primer gran éxito de audiencia llegó con O Direito de Nascer (1964 - 1965), presentado por TV Tupi. Desde entonces, las emisoras han comenzado a producir telenovelas de manera sistemática. Beto Rockfeller (1968 - 1969) de Braulio Pedroso, salió al aire por Tupi, revolucionó el género mediante el tratamiento de la realidad brasileña y usar el lenguaje coloquial. 
Con la mejora de los recursos técnicos, actores y autores han emigrado de cine y teatro para la televisión, también atraídos por mejores salarios. A mediados de los años 1960, muchos dramaturgos comenzaron a escribir novelas para TV, como Dias Gomes, Lauro César Muniz, Ivani Ribeiro y Cassiano Mendes Gabus.

### Década de 1970
La década de 1970 marcó el inicio de la hegemonía de la Rede Globo en la producción de telenovelas, que sigue siendo así hoy en día. Janet Clair, autora de Irmãos Coragem, Selva de Pedra y Pecado Capital, entre otras, se convirtió en la principal autora de telenovelas de la época. También fue el período en que las primeras producciones realizadas en color, siendo la primera O Bem-Amado, en enero de 1973. En 1975, la hora de inicio de las seis producciones en Globo, por lo general las adaptaciones de clásicos literarios. Estas adaptaciones lanzan al novato Gilberto Braga, autor de Helena, Senhora, Escrava Isaura y de Dona Xepa. Debido al éxito de esta última, Gilberto se promueve an horario de las telenovelas de las 20:00 , donde escribe Dancin' Days, que ha influido a la apertura de varios clubes en Brasil como el retratado en la novela. 

### Década de 1980
En los años 1980, se lanzó las miniseries, que impulsan la sofisticación de la producción y adaptación de los clásicos de la literatura brasileña, como O Tempo e o Vento, de Érico Veríssimo. En esta década, también se destacan de las telenovelas del horario de las 19:00 , marcado por la comedia y un éxito a menudo superiores a las telenovelas de las ocho como Elas por elas, Guerra dos Sexos, Vereda Tropical, Cambalacho, Brega & Chique y Que Rei Sou Eu?. Estas telenovelas consagran a Cassiano Gabus Mendes, quien impuso un estilo de comedia en este horario, y a Silvio de Abreu, que innovó con la "comedia de pasteles" de sus tramas.

### Década de 1990
Los años 1990 se inició con un gran éxito: Pantanal, de Benedito Ruy Barbosa, por Rede Manchete, que alcanzó 40 puntos en los niveles de audiencia y amenazaba la soberanía y la audiencia de la Rede Globo. Pero las producciones posteriores no mantuvieron el mismo nivel. Sólo en 1996, la estación ha vuelto a las audiencias, con Xica da Silva, Walcyr Carrasco. En 1998, Manchete - ya en la bancarrota - decidió invertir doce millones de reales en la adaptación de la obra de Paulo Coelho: Brida. A pesar de la revelación del talento de la actriz Carolina Kasting en el papel de Brida, el resultado no fue el esperado por Manchete, que hace todo para aumentar la baja audiencia. Al final, la telenovela tuvo su resultado narrado por un locutor, porque todo el reparto se declararon en huelga, en movimiento una acción conjunta con el Ministerio de Trabajo para recibir los salarios atrasados. Brida se convirtió en otra de pocas telenovelas en Brasil, que no tuvo final exhibido, al igual que Como salvar meu Casamento en el momento de la quiebra de Rede Tupi. 
SBT reactivó su núcleo de dramaturgia en 1994 y exhibió Éramos Seis, la adaptación de la novela de María José Dupré. En 1995 la estación contrató a tres de los más grandes escritores de aquella época: Gloria Pérez, Benedito Ruy Barbosa y Negrão Walter, que desistieron del contrato y regresaron a la Rede Globo, que se había comprometido a hacerse cargo en caso de una derrota en las acciones judiciales impulsadas por SBT contra los autores. Sin embargo, la estación sigue con la emisión de producciones mexicanas, como La usurpadora, María la del Barrio y otras más. 
Rede Bandeirantes apuesta al sistema de coproducción con productoras independientes. El resultado de esta colaboración son las telenovelas A Idade da Loba y O Campeão, ambas de 1995. También en 1995, Rede Globo lanzó Malhação de temática juvenil con el objetivo principal de revelar nuevos actores para las producciones de la casa televisiva. 
Después de una pausa de 24 años - la última producción había sido Meu Adorável Mendigo, de 1973 - Rede Record comenzó nuevamente a producir telenovelas. Canoa do Bagre, de 1997, comenzó una nueva etapa producciones.

### Década de 2000
A pesar de los bajos índices de audiencia, Record no desistió y lanza dos producciones al año, presentando también telenovelas como Mirada de Mujer (México 2000) y Juana la Virgen (Venezuela 2002).
En la década de 2000, SBT continúa con la transmisión de telenovelas mexicanas, pero se intensifica la producción de versiones locales de las telenovelas extranjeras, principalmente mexicanas. Después del éxito de la adaptación de la argentina Chiquititas: Chiquititas Brasil (1997 - 2001), coproducción con Telefé, la estación lanza más adaptaciones mexicanas, como: La Pícara Soñadora, Mi Pequeña Traviessa, Los ricos también lloran, María Mercedes, La Gata, Atrévete a olvidarme, Amigas y Rivales, Marisol, La Dueña, Esmeralda, Cañaveral de pasiones y otras más. Actualmente se transmite Amor e Revolução que representan los tiempos de la dictadura militar en el país, y también la producción de la nueva versión de La mentira, titulado Corações Feridos. Y en 2012 llega la nueva versión de Carrusel. 
Las principales tendencias de este periodo eran producciones de época. Con el lanzamiento de miniseries como Hilda Furacão y Chiquinha Gonzaga, Rede Globo percibió alta calificación y apostó en superproducciones. Dos ejemplos son Força de um Desejo, de Gilberto Braga, y Terra Nostra, de Benedito Ruy Barbosa.
En 2004, tras un intento fallido con Metamorphoses, Rede Record se reanuda a la producción de telenovelas con el lanzamiento de A Escrava Isaura. Con los años produce Prova de Amor, Vidas Opostas, Caminhos do Coração y remakes de La fea más bella titulada de Bela a Feia  y Rebelde. 
Al mismo tiempo, la Red Globo pasa por una crisis en sus novelas, que baja el nivel en las audiencias, especialmente en horario de las siete, donde los índices solo habían aumentado con las dos primeras telenovelas del principiante João Emanuel Carneiro, Da Cor do Pecado y Cobras & Lagartos.
Con la llegada de la televisión digital a Brasil, en 2007, las primeras producciones para transmitir en formato de alta definición son soportados por Duas Caras de Globo, y Dance Dance Dance, la Bandeirantes. 
En 2012 Rede Globo presentó la telenovela "Avenida Brasil", un éxito tanto en Brasil cuanto en el exterior. En la década de 2010 presentó a otras telenovelas famosas cómo "Rastros de mentiras", "Império", "El otro lado del paraíso", "Querer sin limites", "Que vida buena" (a las 18h). 
Los autores de telenovelas más importantes de la actualidad son, entre otros, Gilberto Braga (Celebridade), Aguinaldo Silva (Senhora do Destino), Gloria Pérez (O Clone), Manoel Carlos (Páginas da Vida), Walcyr Carrasco (Chocolate com Pimenta y Alma Gêmea), Joao Emanuel Carneiro (Da Cor do Pecado),  Thiago Santiago (Prova de Amor), (Amor e Revolução) y (Uma Rosa Com Amor), Marcilio Moraes (Vidas Opostas y A Lei e o crime), Lauro César Muniz (Cidadão Brasileiro), Gisele Joras (Amor e Intrigas) Ana María Moretzsohn (Luz do Sol) y Fridman Cristianne (Chamas da Vida). Sin embargo, va ganando fuerza la tendencia de trabajar juntos en la autoría de las tramas, antes, casi siempre limitada a un solo escritor. Por ejemplo Paraíso Tropical (2007) de Ricardo Linhares y Braga Gilberto, y Bicho do Mato (2006) de Bosco Brasil y Cristianne Fridman.

## Las telenovelas brasileñas en el extranjero
Actualmente Brasil exporta a más de 120 países. La primera producción de este tipo que se exhibe fuera de Brasil fue O Bem-Amado (Rede Globo 1973). A Escrava Isaura (Rede Globo 1976), fue un éxito enorme, vendida a más de ochenta países y hasta hace poco fue la telenovela más exportada, título que ahora pertenece a Terra Nostra (86 países). Rede Globo es líder del mercado internacional, gana alrededor de 150 millones de dólares anuales con la venta de telenovelas en el exterior.
Sinha Moça (1986), debido al éxito de A Escrava Isaura, sería una nueva versión, con Lucélia Santos y Rubens de Falco. Fue un enorme éxito en China, donde Lucélia Santos es ídolo. 
Terra Speranza o Esperança (2002), por ser Terra Nostra (1999) la telenovela brasileña más vendida de todos los tiempos, Globo decidió hacer una secuela, a pesar de que las comparaciones entre las telenovelas no agradaron al autor Benedito Ruy Barbosa. Sin embargo, la telenovela fue emitida bajo el título: Terra Nostra 2 en Italia. 
Pantanal, Xica da Silva y algunas otras telenovelas de la extinta TV Manchete y TV Tupi fueron las únicas telenovelas ajenas a Rede Globo que tuvieron gran éxito en el extranjero, principalmente en Portugal, China, Estados Unidos, Argentina y Uruguay, y más recientemente, la telenovela Moisés y los diez mandamientos, de Rede Record.
Começar de Novo y Como Uma Onda (2004) fueron producidas en homenaje a los mayores mercados de las telenovelas brasileñas (Rusia y Portugal, respectivamente). Aunque no tuvieron mucho éxito en Brasil. 
'Revelação la producción del canal SBT llegó a Portugal en 2011 y otras también fueron exportadas.
En los últimos cinco años, algunas de las telenovelas más comercializadas fueron Renascer (1993), El rey del ganado (1997) y Por Amor (1998). 
Desde los años 90 aparecieron las coproducciones brasileñas con extranjeros, para facilitar la comercialización internacional. La primera fue Lua cheia de amor (1991) de Rede Globo en colaboración con RTVE, de España. Esta fue seguido de Pedra sobre pedra, y Mulheres de areia, co-producciones con RTP1 de Portugal. Después Rede Bandeirantes y RTP producen Paixões Proibidas.
Vale a pena ver de novo de Rede Globo desde mayo de 1980 repite en el horario de las 14:40. Algunas telenovelas consideradas "fenómenos de audiencia" son Dona Xepa, A Sucesora, Chocolate com Pimenta, Mulheres Apaixonadas, entre otras.
Más recientemente, Brasil ha producido grandes fenómenos mundiales, como Avenida Brasil, en 2012, emitida en más de 130 países, con gran récord de índice de audiencia y considerada la novela más rentable de la historia, según la Revista Forbes, Moisés y los diez mandamientos, Rastros de Mentiras, La Guerrera, Verdades Secretas y otras.